# Anna Shaffer
Pour les articles homonymes, voir Shaffer.
Ne doit pas être confondu avec Anna Schäffer.
Anna Shaffer, née le 15 mars 1992 à Londres en Angleterre, est une actrice et mannequin anglaise.
Elle est surtout connue pour son rôle de Romilda Vane dans la saga Harry Potter et celui de Ruby Button dans la série télévisée Hollyoaks de 2011 à 2018.
Depuis fin 2019, elle incarne le personnage de Triss Merigold dans la série télévisée originale Netflix, The Witcher.

## Biographie
Anna Shaffer naît à Londres en Angleterre, 15 mars 1992. Elle est la fille de parents sud-africains, Maggie Barth et Alan Shaffer, un couple de professeur. Elle a un frère cadet : Joshua.
Elle passe ses années d'école primaire à la Highgate Wood Secondary School (en) à Crouch End. Elle fréquente par la suite l'école pour fille Camden School à Londres.
Elle se passionne pour le théâtre très jeune grâce aux pièces de ses écoles et c'est à l'âge de quinze ans qu'elle rejoint une agence dans laquelle elle prend des cours d'art dramatique dans un centre rattaché à celle-ci.

## Carrière
Anna Shaffer passe sa première audition pour une publicité Vodafone, à l'âge de quinze ans.
Peu après, en 2007, elle passe une audition pour le rôle de Lavande Brown, personnage du sixième épisode de la saga Harry Potter. Quatre mois plus tard, elle est finalement choisie pour interpréter le rôle de Romilda Vane. Le film sort le 15 juillet 2009. Elle reprend son rôle dans les deux dernières parties Harry Potter et les Reliques de la Mort, en 2010 et 2011.
En décembre 2010, elle est annoncée au casting de la série télévisée Hollyoaks. Anna passe une audition pour le rôle de Leanne Holiday. Elle est finalement choisie pour le rôle de Ruby Button. Pour le tournage, elle déménage à Liverpool, fin 2010. En octobre 2013, elle annonce quitter la série : « J'ai aimé joué dans Hollyoaks et le rôle de Ruby, mais j'ai juste des démangeaisons et je veux un nouveau départ, évidemment on filme à Liverpool et Londres me manque, mes parents, mon frère, je suis prêt pour un changement mais je serai vraiment triste de partir ». Cependant, elle revient brièvement pour ce rôle en 2017 et 2018.
En mai 2016, elle rejoint le casting du spin-off de Doctor Who, Class. Elle interprète le rôle de la petite-amie de Ram Singh, Rachel Chapman. La série est diffusée du 22 octobre 2016 au 3 décembre 2016, sur BBC Three.
Le 31 octobre 2018, il est annoncé qu'elle interprétera le rôle de Triss Merigold dans une nouvelle adaptation de la saga littéraire polonaise du Sorceleur, écrite par Andrzej Sapkowski, The Witcher,,.

## Vie privée
Depuis juillet 2015, elle est en couple avec Jimmy Stephenson, l'ancien directeur général et partenaire du restaurant Hill & Szrok. Le 19 juillet 2020, ils annoncent leurs fiançailles sur Instagram. Début juillet 2021, ils annoncent s'être mariés à la mairie londonienne Islington Town Hall.
Ensemble, ils deviennent propriétaires d'une boutique et bar à vin nommé Hector's, en juin 2021.

## Théâtre
- 2017 : Daisy Pulls It, mise en scène de Paulette Randall, Park Theatre, Londres : Daisy

## Filmographie

### Cinéma

#### Longs métrages
- 2009 : Harry Potter et le Prince de Sang-Mêlé (Harry Potter and the Half-Blood Prince) de David Yates : Romilda Vane
- 2010 : Harry Potter et les Reliques de la Mort, partie 1 (Harry Potter and the Deathly Hallows – Part 1) de David Yates : Romilda Vane
- 2011 : Harry Potter et les Reliques de la Mort, partie 2 (Harry Potter and the Deathly Hallows – Part 2) de David Yates : Romilda Vane
- 2018 : Vengeance de Ross Boyask : Sandra

#### Courts métrages
- 2015 : Shakespeare on Mortality de Jordan Rossi
- 2016 : The Locke Inn de Jeremy Edwards : Anna
- 2017 : Love Pool de Asim Chaudhry : Maddy
- 2018 : Medusa's Ankles de Bonnie Wright : la réceptionniste

### Télévision

#### Séries télévisées
- 2011-2018 : Hollyoaks  de Phil Redmond (en) : Ruby Button
- 2014 : Glue  de Jack Thorne : Heather
- 2015 : Finding Jesus: Faith. Fact. Forgery : Mary Magdalene
- 2016 : Cuckoo  de Robin French et Kieron Quirke : Emma
- 2016 : Class  de Patrick Ness : Rachel Chapman
- 2017 : Zapped (en) de Dave Lambert : la mère
- 2017 : Fearless  de Patrick Harbinson : Leila
- depuis 2019 : The Witcher de Lauren Schmidt Hissrich : Triss Merigold

#### Téléfilm
- 2014 : Flatmates de Michael Eagle-Hodgson : Lucy

### Clip vidéo
- 2015 : YDEK - Warehouse Republic

## Publicité
- 2018 : John Frieda Frizz Ease Dream Curls